# The Claim
The Claim is een Brits-Canadese westernfilm uit 2000, geregisseerd door Michael Winterbottom en geproduceerd door Andrew Eaton. De hoofdrollen worden vertolkt door Peter Mullan, Milla Jovovich en Wes Bentley.

## Verhaal
Een man verkoopt zijn vrouw en dochter aan een medegouddelver, om zo een goudmijn in zijn bezit te krijgen. Twintig jaar later, wanneer hij rijker is dan hij ooit heeft durven dromen, wordt hij door hen achterna gezeten.

## Rolbezetting
| Acteur            | Personage                |
| ----------------- | ------------------------ |
| Peter Mullan      | Daniel Dillon            |
| Milla Jovovich    | Lucia                    |
| Wes Bentley       | Donald Dalglish          |
| Nastassja Kinski  | Elena Dillon/Burn/Dillon |
| Sarah Polley      | Hope Dillon/Burn         |
| Julian Richings   | Frank Bellanger          |
| Shirley Henderson | Annie                    |
| Sean McGinley     | Sweetley                 |